# 霍查胡喬湖
14°22′39″S 69°41′21″W / 14.37750°S 69.68917°W

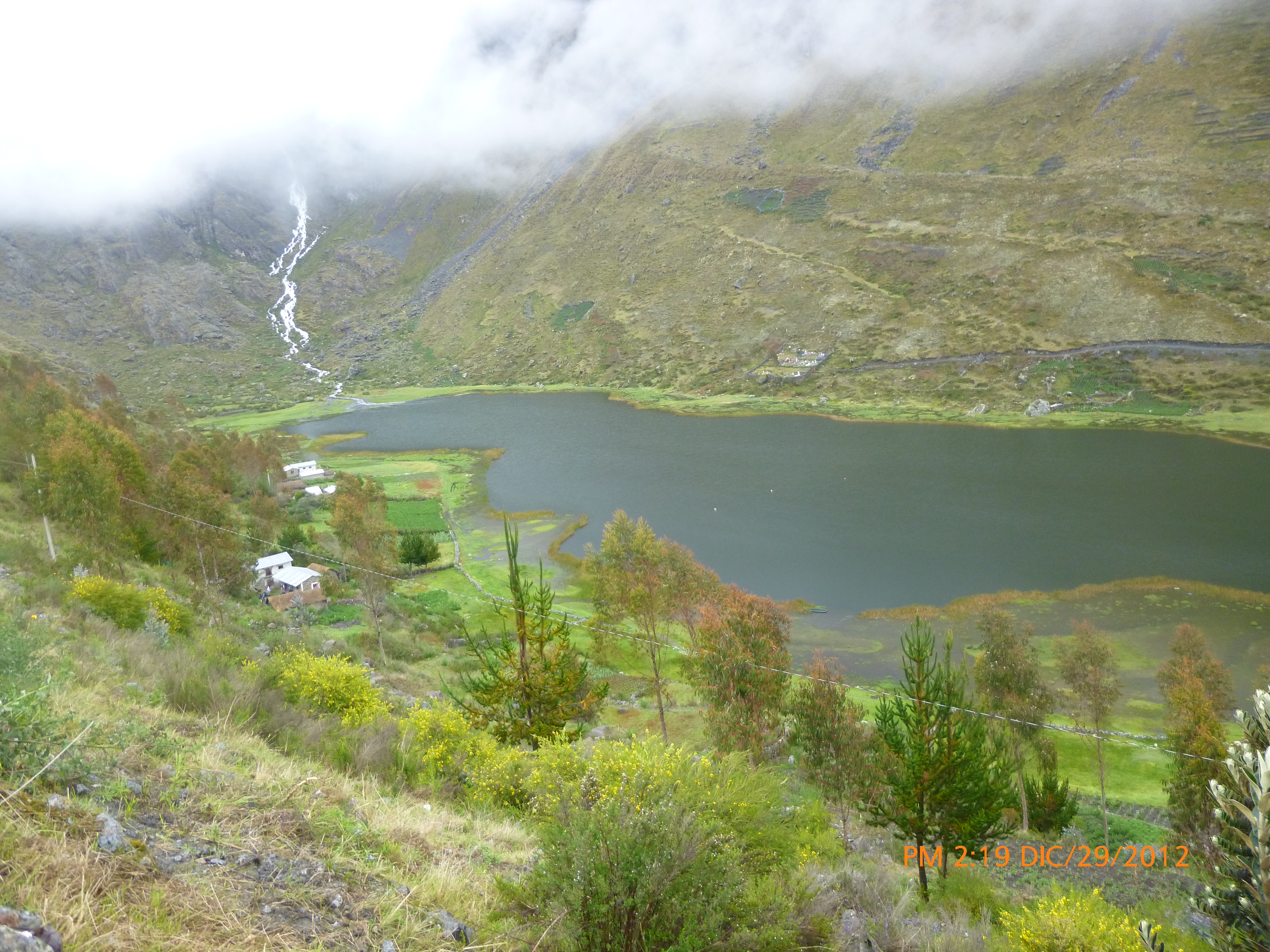

霍查胡喬湖（Lake Jochajucho），是秘魯的湖泊，位於該國東南部普諾大區，由桑迪亞省的帕坦布科區負責管轄，該湖泊處於帕查帕塔山東北面。